# Giuseppe Zuccotti
Giuseppe Zuccotti (Milano, 12 maggio 1916 – ...) è stato un calciatore italiano, di ruolo attaccante.

## Carriera
Cresciuto nel Milan, ha disputato a Lodi con la Fanfulla la stagione 1936-37 in Serie C realizzando 12 reti. Ha esordito nel campionato di Serie B con la maglia del Brescia il 19 settembre 1937 nella partita Brescia-Novara (0-2). Nella stagione 1937-1938 ha totalizzato 13 presenze e realizzato 3 reti. Ha poi giocato sempre in Serie B ad Ancona per tre anni, poi a Vicenza, contribuendo alla promozione in Serie A dei biancorossi vicentini.